# Arcs tangents
Ne doit pas être confondu avec Arc tangente.

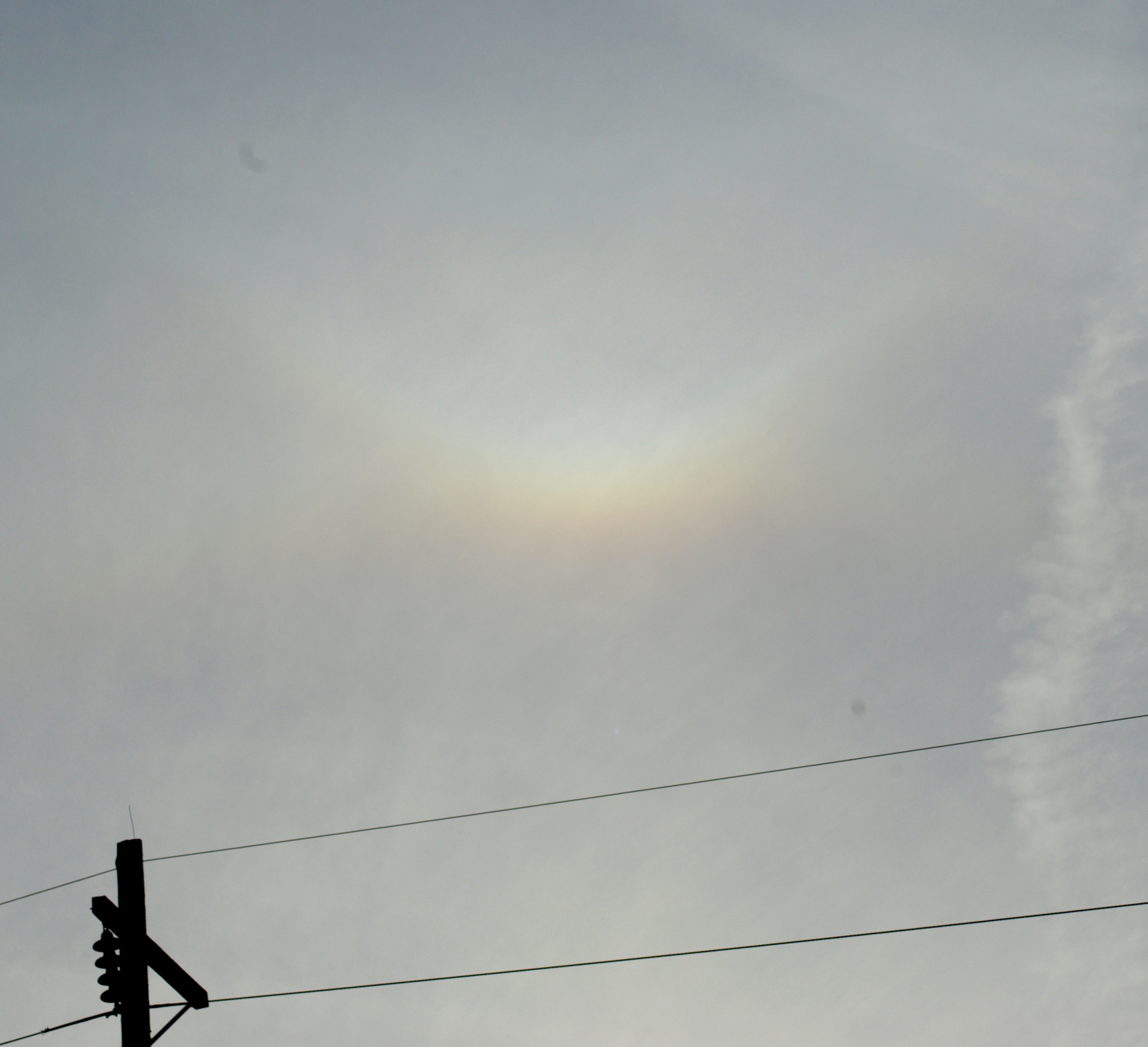
Arc tangent supérieur à faible élévation du Soleil.

Les arcs tangents sont des photométéores qui apparaissent sur les bordures supérieure et inférieure du petit halo et du grand halo lorsque la lumière solaire ou lunaire passe dans un nuage de glace. Leur forme varie avec l'élévation de l'astre au-dessus de l'horizon mais leur centre est tangent au halo et prend une forme convexe dont le point focal est opposé à celui-ci,. Les arcs tangents de 46° sont beaucoup moins fréquents que ceux de 22°, selon le même rapport de probabilité d'apparition entre les petits et grands halos.

## Description

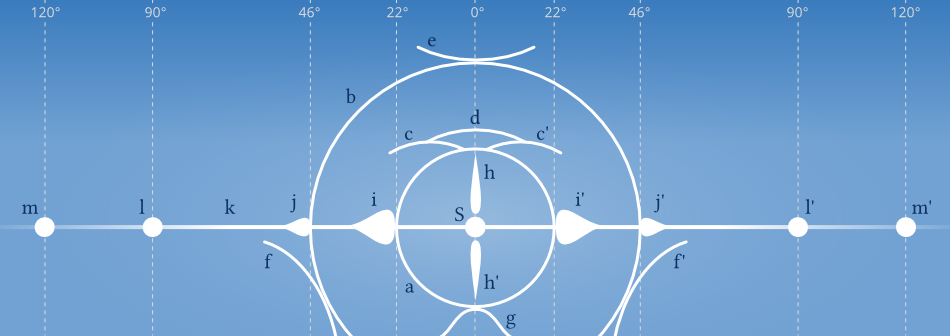
Représentation plane des principaux types de halos solaires où (a) est le petit halo, (b) est le grand halo, (c, c') sont les arcs tangents supérieurs, (d) est l'arc supérieur de Parry, (e) est l'arc circumzénithal et (g) est l'arc tangent inférieur.

La forme de l'arc tangent supérieur varie avec l'angle d'élévation du Soleil ou de la Lune. À moins de 32°, il apparaît comme un arc convexe tangent en son centre, au point zénithal des halos, mais avec des « ailes » s'incurvant graduellement vers le halo et s'éloignant latéralement. Quand le Soleil passe au-dessus de 32°, ces ailes s'allongent et entourent le halo pour aller rejoindre l'arc inférieur donnant un halo circonscrit. L'arc supérieur de 46° ne doit pas être confondu avec l'arc circumzénithal.
Les arcs tangents inférieurs se comportent de la même façon mais sont plus rarement observables car ils se trouvent sous les halos de 22 et 46°. Comme il faut que le Soleil ou la Lune soient très hauts sur l'horizon, ils sont généralement observés à partir du sommet de montagnes ou en avion. L'angle de la partie convexe est plus pincée que dans le cas des arcs supérieurs,.
Les couleurs des arcs sont aussi vives que les halos de 22 et 46°. La composition va du rouge, du côté de l'astre, à blanc/bleu dans la direction opposée. Dans des conditions moins favorables à la formation de halos, ils peuvent apparaître comme des rehaussements du halo principal comme dans l'image du début de l'article.

## Formation

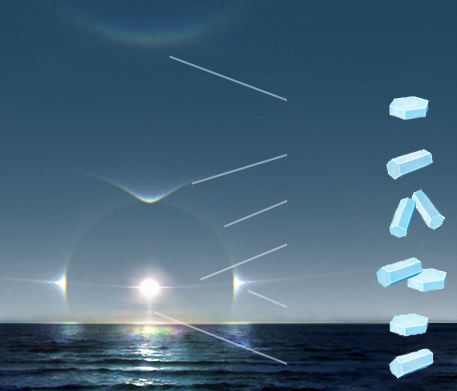
Relation entre le type de halo et l'orientation des cristaux de glace. Les cristaux hexagonaux (second à partir du haut) donnent les arcs tangents. (Le plus en haut est un arc circumzénithal)

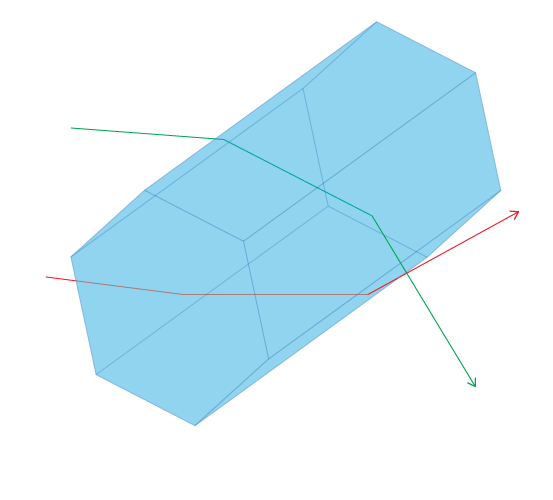
Chemin optique de la lumière dans les arcs tangents.

Ces arcs sont produits par la réfraction et la réflexion interne de la lumière passant à travers des cristaux de glace en forme de colonne hexagonale dont l'axe principal est horizontal. Ces cristaux se retrouvent dans des nuages de haute altitude, comme les cirrus, en toute saison ou dans le poudrin de glace à la surface dans les régions arctiques. 
Comme les cristaux de glace peuvent culbuter en tombant et rouler le long de leur axe principal, les arcs tangents sont plus rares que les halos qui ne demandent pas d'orientation préférentielle. En fait, ils demandent des conditions similaires à celles des petits, grands halos ou des parhélies et ces différents phénomènes optiques sont le plus souvent concomitants. Ce qui différencie les arcs tangents de ces autres halos est le chemin optique particulier dans le cristal. La lumière entre par un des côtés de l'hexagone puis ressort par le côté opposé, à chaque fois il subit une réfraction qui le dévie et sépare les couleurs de la lumière blanche. 